# Gabinete Paula Sousa
O Gabinete Paula Sousa foi o ministério formado pelo Partido Liberal em 31 de maio de 1848 e dissolvido em 29 de setembro do mesmo ano. Foi chefiado por Francisco de Paula Sousa e Melo, sendo o 3º gabinete do Império do Brasil após o estabelecimento do Decreto n.º 523 de 1847. Foi antecedido pelo Gabinete Macaé e sucedido pelo Gabinete Olinda I.

## Contexto
Segundo Sérgio Buarque de Holanda (2004):
E vem o último Gabinete do quinquênio liberal, de 31 de maio de 1848, dirigido por Francisco de Paula Sousa e Melo. [...] Paula Sousa estava afastado, alegando doença: conservava o título de Presidente do Conselho a pedido de D. Pedro II, mas seu afastamento provoca as mais decididas agressões dos conservadores ao Gabinete - que viam como “sem cabeça” - até aí um pouco poupado pelo respeito ao Presidente, que se afastava pela impossibilidade de compor-se com os elementos do seu próprio grupo. O Gabinete entendia-se com dificuldade com a Câmara, perdendo por vezes as questões [...].

## Composição
O gabinete foi composto da seguinte forma:
- Presidente do Conselho de Ministros: Francisco de Paula Sousa e Melo.
- Ministro dos Negócios do Império: José Pedro Dias de Carvalho.
- Ministro da Justiça: Antônio Manuel de Campos Melo.
- Ministro dos Estrangeiros: Bernardo de Sousa Franco, Visconde de Sousa Franco.
- Ministro da Fazenda: Francisco de Paula Sousa e Melo, substituído interinamente em 18 de agosto de 1848 por José Pedro Dias de Carvalho.
- Ministro da Marinha: Joaquim Antão Fernandes Leão.
- Ministro da Guerra: João Paulo dos Santos Barreto.

## Programa de governo
Segundo o Presidente do Conselho de Ministros (1848):
[...] a legislação que nasce da Constituição, se conforme com a mesma constituição, para que possamos gozar das vantagens que a mesma nos garante. [...] O gabinete de que faço parte, há de trabalhar eficazmente neste intuito, e com estas vistas: resta que ele possa ser apoiado em uma e outra câmara. Esforços se fizeram na sua organização para que isto se pudesse conseguir.
O gabinete apresentou o seguinte programa de governo:
- Declarar incompatibilidade da eleição de funcionários públicos onde exercerem jurisdição ou autoridade.
- Revisar a lei de recrutamento.
- Facilitar a imigração.
- Extinguir o comércio negreiro para o Brasil.

## Legislação aprovada
O gabinete aprovou a seguinte legislação:
- Decreto nº 555 de 27 de julho de 1848: Declara que não há incompatibilidade em fazerem parte dos Conselhos de Guerra os Oficiais que servirão nos de Disciplina ou de Investigação.
- Decreto 556 de 28 de julho de 1848: Marca o vencimento do Carcereiro da Cadeia da Vila de São João do Rio Claro, da Província de São Paulo.